# 维勒马雷沙勒
维勒马雷沙勒（法語：Villemaréchal，法語發音：[vilmaʁeʃal] ⓘ）是法国法蘭西島大區塞纳-马恩省的一个市镇，属于枫丹白露区。2019年1月1日，市镇圣昂日勒维耶勒并入维勒马雷沙勒。

## 地理
维勒马雷沙勒（48°16'3"N, 2°52'6"E）面积17.46 平方千米，位于法国法蘭西島大區塞纳-马恩省，该省份为法国北部内陆省份，北起瓦兹省，西接埃松省、马恩河谷省、塞纳-圣但尼省和瓦兹河谷省，南至卢瓦雷省，东南接约讷省，东临马恩省和奥布省，东北接埃纳省。
与维勒马雷沙勒接壤的市镇（或旧市镇、城区）包括：多尔梅勒、弗拉日、图里-费罗特、洛雷勒博卡日-普雷欧、帕莱、吕南河畔楠托、维勒梅尔。
维勒马雷沙勒的时区为UTC+01:00、UTC+02:00（夏令时）。

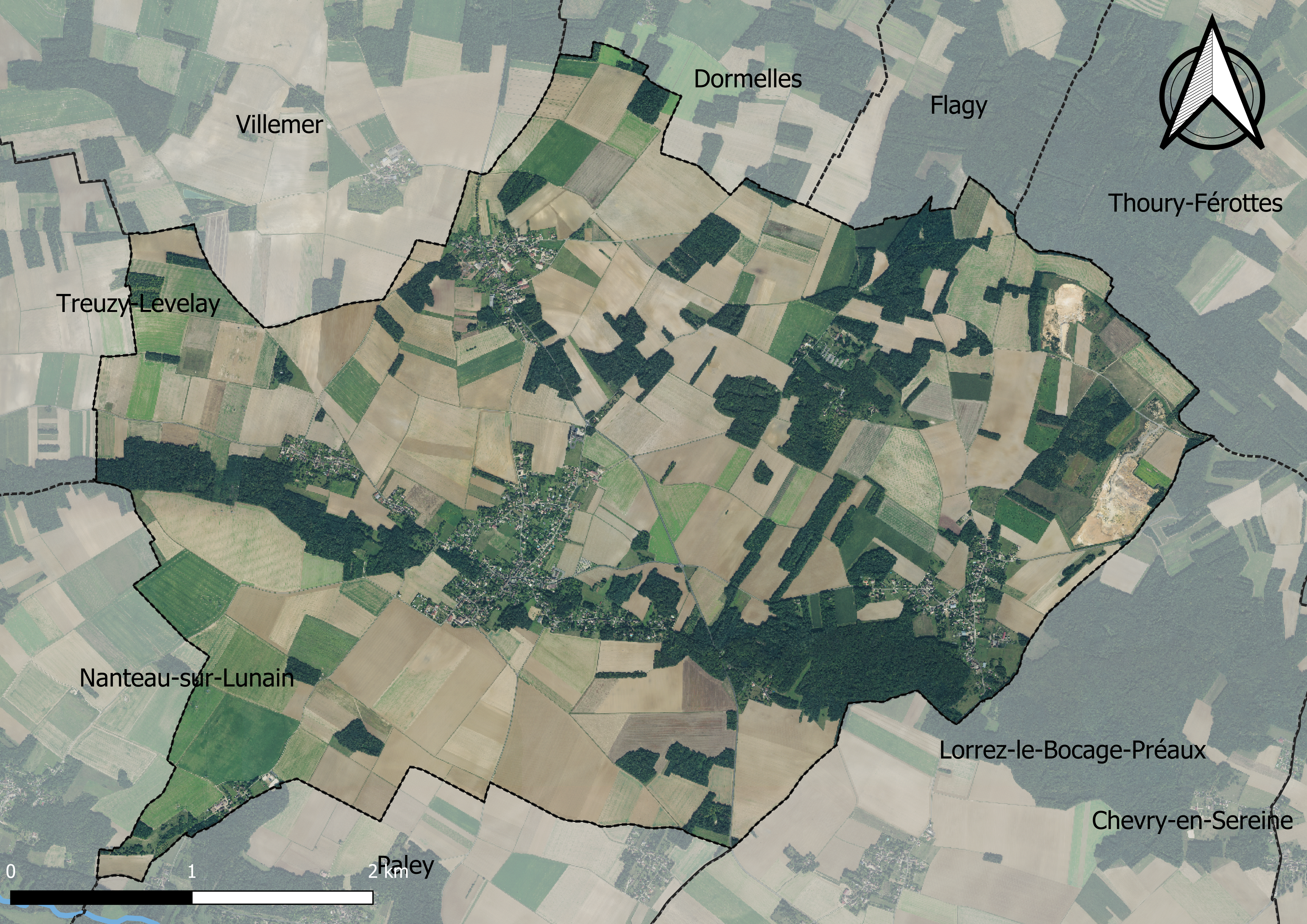
维勒马雷沙勒的卫星地图

## 行政
维勒马雷沙勒的邮政编码为77710，INSEE市镇编码为77504。

## 政治
维勒马雷沙勒所属的省级选区为讷穆尔县。

## 人口

1962-2008年间维勒马雷沙勒人口变化图示

维勒马雷沙勒于2022年1月1日时的人口数量为1067人。